# Schoenocaulon tigrense
Schoenocaulon tigrense är en nysrotsväxtart som beskrevs av Dawn Frame. Schoenocaulon tigrense ingår i släktet Schoenocaulon och familjen nysrotsväxter. Inga underarter finns listade.